# كونراد هوبر
كونراد هوبر (بالفنلندية: Konrad Huber)‏ هو لاعب رماية فنلندي، ولد في 4 نوفمبر 1892 في هلسنكي في فنلندا، وتوفي بنفس المكان في 4 ديسمبر 1960.

## وصلات خارجية
- كونراد هوبر على موقع أوليمبيديا (الإنجليزية)